# Charles-Auguste-Romain Lobbedez
Charles-Auguste-Romain Lobbedez, né le 10 juin 1825 à Lille et mort le 3 mai 1882 à Paris, est un peintre français.

## Biographie
Charles-Auguste-Romain Lobbedez est le fils de Louis Camille Lobbedez, marchand boucher, et d'Isabelle Victoire Reubrecht.
Il suit les cours de peinture à l'école de François Souchon, où il remporte différents prix ainsi qu'une médaille d'or en 1850. Il obtient ensuite une pension de la ville de Lille et du département pour aller achever ses études à Paris.
Il expose au Salon à partir de 1857 à 1881.
Il meurt célibataire à son domicile du boulevard Saint-Michel, à l'âge de 57 ans.

## Galerie

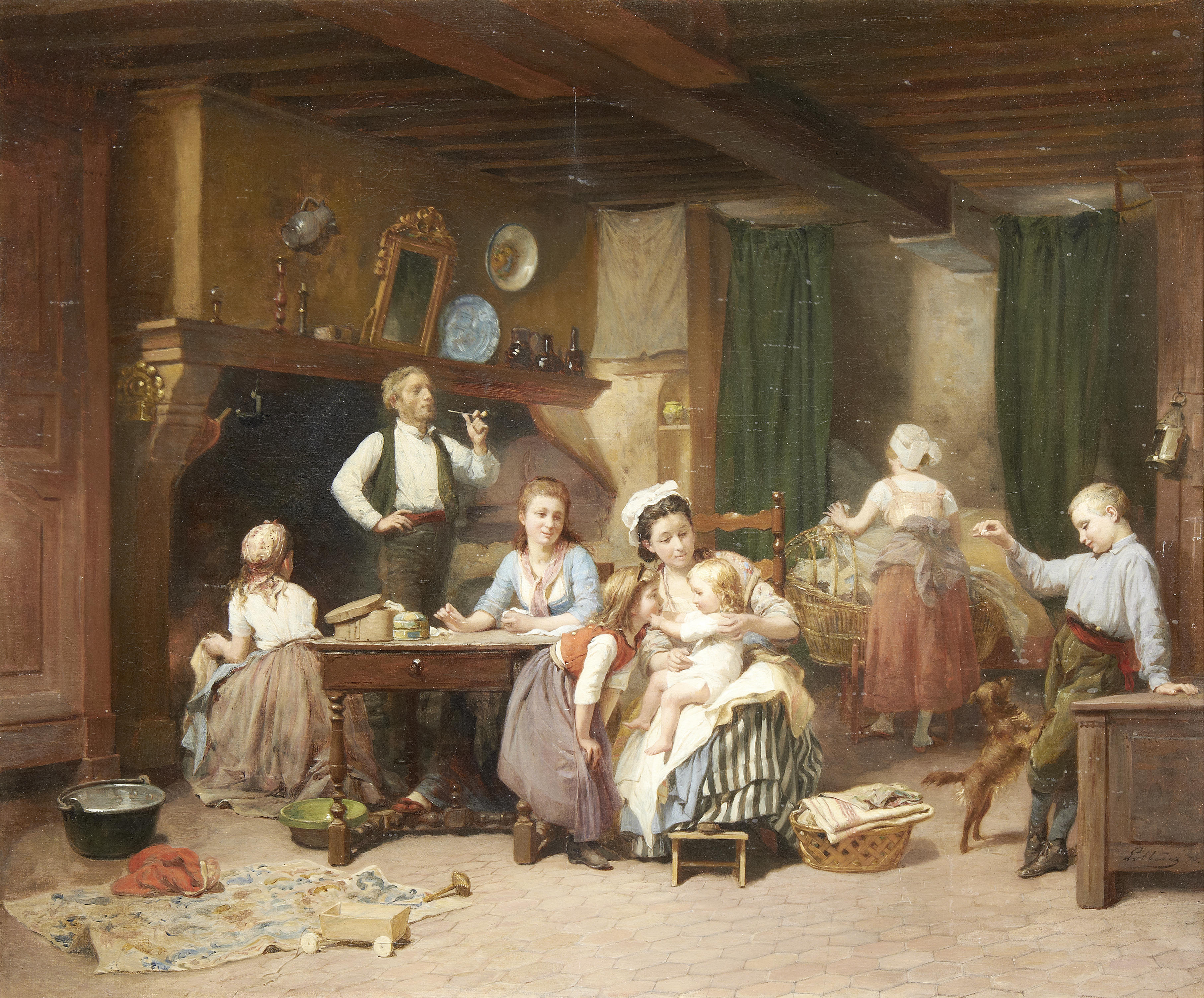

## Œuvres exposées aux Salons parisiens
- Ugolin et ses enfants, au Salon de 1857
- Intérieur de sacristie, au Salon de 1859
- Sortie de l’école des orphelines de Saint-Vincent-de-Paul, au Salon de 1859
- Commencement de coquetterie (Nord), au Salon de 1861
- La dévideuse (Nord), au Salon de 1861
- La promenade, au Salon de 1861
- Première rêverie ; paysanne du Nord, au Salon de 1861
- Un enterrement dans les Flandres, au Salon de 1861
- Montmorency, au Salon de 1863
- Un intérieur aux environs du Mans, au Salon de 1863
- Une ronde d’enfants, au Salon de 1863
- Daphnis et Chloé, au Salon de 1864
- Les enfants du marin, au Salon de 1865
- L’eau bénite, au Salon de 1865
- Petite italienne à la fontaine, au Salon de 1866
- Les petits maraudeurs, au Salon de 1867
- Les soins maternels ; intérieur, au Salon de 1867
- Jeune bohémienne consultant les cartes, au Salon de 1868
- Petits musiciens des rues, au Salon de 1868
- La toilette, au Salon de 1869
- Les petits maraudeurs surpris, au Salon de 1869
- Idylle, au Salon de 1870
- Italienne à la fontaine, au Salon de 1870
- Le jardin du Luxembourg ; effet d’hiver, au Salon de 1872
- Les pommes du voisin, au Salon de 1872
- Les dénicheurs, au Salon de 1873
- Hésitation, au Salon de 1874
- La joie de la maison, au Salon de 1874
- En approchant de l’école, au Salon de 1875
- Près du puits, au Salon de 1876
- Une heureuse famille, au Salon de 1876
- Nùrsery ; la crèche au village, au Salon de 1877
- Une rue d'Etaples (Pas-de-Calais), au Salon de 1877
- Les cerises, au Salon de 1878
- Cache-cache !, au Salon de 1878
- Bohémienne, au Salon de 1879, aquarelle
- Soins maternels, au Salon de 1879
- Toilette de bébé, au Salon de 1879, aquarelle
- Bouquets de fête, au Salon de 1879
- L’arc-en-ciel, au Salon de 1880
- Une entrevue, au Salon de 1880
- Le nourrisson, au Salon de 1881